# Samuel Araújo
Samuel Araújo, właśc. Samuel de Araújo Miranda (ur. 28 marca 1988 w Governador Valadares) – brazylijski piłkarz występujący na pozycji obrońcy w klubie Al Hala SC.

## Kariera klubowa
Wychowanek klubu São Bernardo FC. W latach 2006–2007 trenował w CA Bragantino oraz Roma Esporte Apucarana. W 2007 roku rozpoczął zawodową karierę w klubie Ituano FC. Następnie był graczem Oeste FC oraz AS Arapiraquense, z którym wywalczył w 2009 roku Campeonato Alagoano. W sezonie 2010/11 występował w portugalskim zespole CD Mafra, gdzie na poziomie Segunda Divisão rozegrał 26 ligowych spotkań. W latach 2011–2012 był piłkarzem drugoligowego katarskiego Al-Mesaimeer SC, do którego został sprowadzony przez trenera Jorge’a Paixão, z którym współpracował wcześniej w CD Mafra.
Przed sezonem 2012/13 został graczem SC Covilhã, dla którego rozegrał 8 spotkań na poziomie Segunda Ligi. W marcu 2013 roku przeszedł do Zimbru Kiszyniów. Po sezonie 2012/13 odszedł z klubu, by po niedanych próbach poszukiwania nowego pracodawcy powrócić do niego w październiku i podpisać kolejną umowę. W lutym 2014 roku jego kontrakt rozwiązano. Łącznie w Divizia Națională rozegrał on 15 spotkań i zdobył 1 bramkę. Po odejściu z Zimbru przez 2 miesiące grał w ADRC Icasa (Série B).
W połowie 2014 roku związał się dwuletnią umową z Zawiszą Bydgoszcz, prowadzoną przez Jorge’a Paixão. 20 lipca rozegrał pierwszy mecz w Ekstraklasie w wygranym 2:0 spotkaniu przeciwko Koronie Kielce. 4 dni później zadebiutował w europejskich pucharach w przegranym 1:3 meczu z SV Zulte Waregem w kwalifikacjach Ligi Europy 2014/15. Po przyjściu do klubu trenera Mariusza Rumaka wystawiono go na listę transferową, po czym w styczniu 2015 roku jego kontrakt został rozwiązany za porozumieniem stron. W czerwcu 2015 roku został zawodnikiem Ethnikos Achna. 23 sierpnia 2015 zadebiutował w Protathlima A’ Kategorias w spotkaniu przeciwko Doxa Katokopia (2:2). Po sezonie 2015/16, w którym zaliczył 24 ligowe występy i zdobył 2 gole, odszedł z zespołu.
Latem 2016 roku Araújo podpisał roczny kontrakt z występującym w Bahraini Premier League zespołem Al-Muharraq SC. Na początku 2017 roku przeniósł się do Al Hala SC. Po sezonie 2016/17 jego zespół zajął ostatnią lokatę w tabeli i spadł z bahrajńskiej ekstraklasy, do której powrócił w 2018 roku.

## Sukcesy
ASA de Arapiraca
- Campeonato Alagoano: 2009